# Bacino escatologico
Il Bacino escatologico islamico (in arabo ﺣﻮﺽ‎?, ḥawḍ) è un invaso cui i beati destinati ad entrare nel paradiso nel giorno del giudizio si abbevereranno, avendone il beneficio di non soffrire mai più la sete.
Studiosi di storia delle religioni hanno notato come questo fatto miracoloso fosse particolarmente gradito alle popolazioni di quelle aree aride o semi-aride presso i quali si predicava da parte del profeta Maometto la religione islamica nel VII secolo d.C.
Il bacino è dogmaticamente situato al termine del tragitto compiuto sul ponte da chi è premiato con le gioie del paradiso.